# الحثاوة (كشر)

تعديل مصدري - تعديل

الحثاوة هي إحدى قرى عزلة خميس القاضي بمديرية كشر التابعة لمحافظة حجة، بلغ تعداد سكانها 274 نسمة حسب تعداد اليمن لعام 2004.